# فرانسيسكو موراتو
فرانسيسكو موراتو هي مدينة، وبلدية في البرازيل، تتبع ساو باولو، بلغ عدد سكانها 133٬738  نسمة، في 2000، تبلغ مساحتها 49٫164 كيلومتر مربع.

## الموقع
تشترك في الحدود مع:
- أتيبايا
- فرانكو دا روشا
- كامبو ليمبو باوليستا.

## أعلام
- موراتو
- جبريل دياز دي أوليفيرا
- باولو سيرجيو دي أوليفيرا